# Scytalopus iraiensis
El churrín palustre o  churrín de los pantanos (Scytalopus iraiensis) es una especie de  ave paseriforme perteneciente al numeroso género Scytalopus de la familia Rhinocryptidae. Es endémica de Brasil.

## Características
Miden 12,5 cm, pesa de 13 a 15 g; su color predominante es el negro, con el vientre gris oscuro; las patas son marrón rojizo.

## Distribución y hábitat
Fue visto por primera vez el 19 de abril de 1997 en los humedales junto al río Irai cerca de Curitiba en el sur de Brasil y encontrado luego en otros sitios de Paraná y en algunos lugares de Río Grande do Sul y Minas Gerais.
Habita en los pastizales densos y altos, de 60 a 180 cm de altura, de las zonas inundables de las riberas de los ríos, entre los 730 y 1850 m de altitud. Es una especie amenazada, principalmente por destrucción de hábitat.

## Alimentación
Se alimenta de insectos y otros artrópodos.